# Фьодор Гейсмар
Фьодор Клементиевич Гейсмар (на руски: Фёдор Клементьевич Гейсмар) е немски барон, военачалник на Руската империя по време на войните с Наполеон от 1805 – 1814 и с Османската империя от 1806 – 1812 и 1828 – 1829 година.

## Биография

### Ранна кариера
Фьодор Гейсмар, по рождение Фридрих Каспар Гайсмар (на немски: Friedrich Caspar von Geismar), е син на пруски придворен сановник. Поради крехкото му здраве родителите му го подготвят за свещеник, но той предпочита военната кариера и след смъртта на баща си през 1798 година постъпва в австрийската армия като юнкер. На следващата година участва в няколко сражения с французите в Северна Италия. Пленен е в битката при Маренго през 1800 година, но скоро след това е пуснат на свобода. През 1804 година се уволнява от австрийската армия с намерението да служи на британците в Индия, но скоро променя решението си и в началото на 1805 постъпва на руска служба с чин прапоршчик.
По време на войните на Третата и Четвъртата коалиция срещу Наполеонова Франция през 1805 – 1806 година Гейсмар участва в руските военноморски операции в Адриатическо море и в десанта край Неапол. След избухването на руско-турската война през 1806 воюва срещу турците във Влахия и днешна Североизточна България, при превземането на Разград и в боевете около Шумен. През 1811 година се уволнява с чин поручик, жени се за румънска аристократка и заживява във Влашко.
След нашествието на Наполеон в Русия Гейсмар отново постъпва в руската армия. Още в началото на войната, в боя при Островно, е тежко ранен и задълго излиза от строя. По време на похода на руската армия през Германия към Париж през 1813 – 1814 година командва партизански отряди в тила на противника в Саксония и взема участие в Лайпцигската битка. В хода на бойните действия през есента на 1813 година начело на конния си отряд спасява град Ваймар, като отблъсква френските войски, получили заповед да го опожарят.
По това време Гейсмар достига до чин полковник и в годините след победата над Наполеон командва различни кавалерийски полкове. През 1818 година е произведен в генерал-майор и командир на конна бригада. В началото на 1826 година потушава въстанието на декабристите в Черниговския полк.

### Участие в Руско-турската война от 1828 – 1829 година
Гейсмар се завръща във Влашко през април 1828 година, когато начело на авангарда на руските войски прекосява Прут и успява да завземе Букурещ преди турците. Поверена му е охраната на стратегическия фланг на основната руска армия, действаща в Добруджа, срещу евентуално контранастъпление на турците от Видин и Калафат. През септември нанася поражение на противника в битката при Бъйлещ. За тази заслуга е повишен в чин генерал-лейтенант. През пролетта на 1829 година прехвърля войските си през Дунав и до сключването на Одринския мир превзема Оряхово и Враца. През октомври 1829 година Гейсмар преминава Стара планина и завзема София. По този начин принуждава шкодренския паша Мустафа Бушати, намиращ се с войските си в Пловдив, да признае договора и да се откаже да атакува руснаците в Тракия.

### Участие в Руско-полската война от 1830 – 1831 година
След като в началото на 1831 година полският парламент отхвърля унията с Русия, генерал Гейсмар се включва начело на кавалерийска дивизия във военната кампания за подчиняване на Полското кралство. Въстаниците му нанасят тежки поражения при Сточек (през февруари) и Игане (през април), вследствие на което Гейсмар изпада в немилост пред командирите си и е отстранен от служба. Възстановен е същото лято по лична заповед на царя. Участва в потушаването на въстанието в Южна Полша, а по-късно се присъединява с войските си към армията, обсаждаща Варшава. Гейсмар командва с успех една от щурмовите колони при атаката на 6 септември 1831 година. Царят го награждава с имение в Полша, а скоро след това Гейсмар получава и командване на корпус. През 1841 година е произведен в генерал от кавалерията. Година по-късно се уволнява от армията.